# Уряд (серіал)

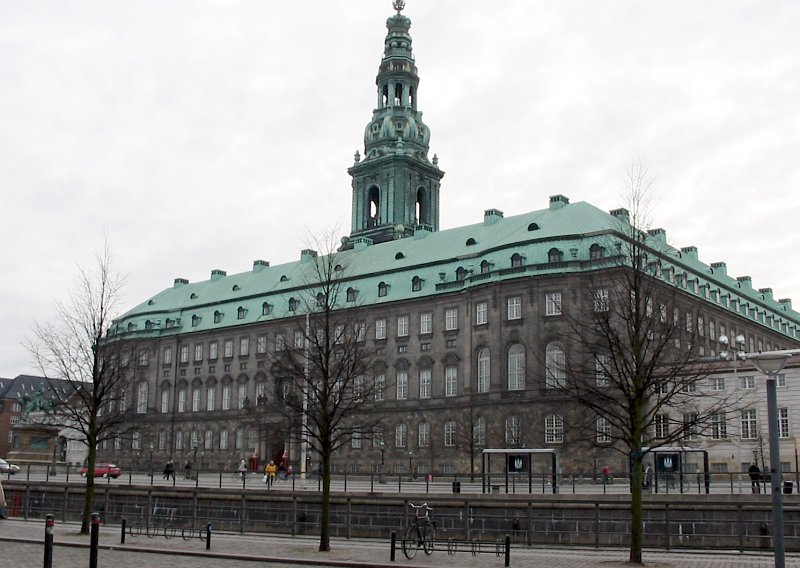
Крістіансборг у 2004 році

Уряд (Borgen) (данська вимова: [ˈpɒˀwn̩]) — данський політичний драматичний телесеріал, знятий за сценарієм Адама Прайса, у співавторстві з Єппе Гєрвігом Грамом та Тобіасом Ліндхольмом. Серіал створений Данським радіо (DR) — суспільним мовником, який раніше випускав The Killing. У Данії «Борген» або «Замок» — це неофіційна назва палацу Крістіансборг, де розташовані всі три гілки влади Данії: парламент, канцелярія прем'єр-міністра та Верховний суд, і часто використовується як термін для позначення парламенту Данії (Фолькетинг).
Сюжет серіалу розповідає про те, як, незважаючи ні на що, Біргітта Ніборг Крістенсен (грає акторка Сідсе Бабетт Кнудсен) — другорядний політик-центрист — стає першою жінкою-прем'єр-міністром Данії. Інші головні герої: Біргітта Йорт Сьоренсен у ролі Катрін Фенсмарк, ведучої новин TV1; Пілу Асбек у ролі політолога Каспера Юула; Сьорен Маллінг — Торбен Фріїс, редактор новин TV1; Мікаель Біркк'яр — Філіп, чоловік Біргітти та Бенедікте Гансен у ролі Ханні Гольм, журналістки, а також Еміл Поулсен, Фрея Ріманн, Томас Левін, Бенедікте Гансен, Андерс Юль, Лізбет Вульф, Каспер Ланж та Ларс Кнутсон.
Знято чотири сезони, кожен з яких складається з 8-10 серій. Перший сезон транслювався в Данії восени 2010 року, другий — восени 2011 року а третій — з 1 січня 2013 року. У Великій Британії BBC Four розпочав трансляцію першого сезону 7 січня 2012 року, а повторний показ розпочався 13 червня 2012 року. Другий сезон стартував 5 січня 2013 року з початковими цифрами переглядів за добу понад один мільйон для першого епізоду. Третій сезон розпочався 16 листопада 2013 року з двома епізодами, показаними один за одним. Четвертий сезон було оголошено 29 квітня 2020 року як партнерство між Netflix та DR і розпочато в ефір 13 лютого 2022 року. Четвертий сезон був випущений як окремий серіал під назвою Borgen — Riget, Magten, og Æren (відомий у світі як Borgen — Power &amp; Glory) на Netflix 2 червня 2022 року.
Серіал транслювався в Україні в січні 2021 року на ТРК «Київ» та в більшості європейських країн, а також у США, Канаді, Мексиці, Південній Кореї, Японії, Ізраїлі, Індії, Австралії та Новій Зеландії. Перші три сезони було показано на Netflix по всьому світові з 1 вересня 2020 року.

## Біргітта Ніборг
Адам Прайс, творець серіалу, заявив: «Я точно хочу, щоб ви вірили, що в Біргітте Ніборг є реальна частка ідеалізму. Вона також стала дуже професійною політичною діячкою, але в ній точно присутній ідеалізм, і це важливо».
Сідсе Бабетт Кнудсен грає Біргітта Ніборг Крістенсен. Описуючи своє ставлення до персонажу, вона сказала: «Їм подобалося бачити жінку, яка почувається винною, а мені це не подобалося… Я думаю, [Нюборг] має відповідати за свої почуття. І коли їй доводиться приймати неприємні рішення, вона повинна їх підтримувати. Я не хочу, щоб вона пожаліла себе у своєму особистому житті, тому що, ви не повірите, їй як прем'єр-міністру було важко, якби вона це зробила».
У першому епізоді Біргітта є лідером політичної партії меншості «Поміркованих». Однак у результаті низки подій після загальних виборів, що відбувалися в напруженій боротьбі, вона проявляє себе компромісним кандидатом на роль прем'єр-міністра і залишається на цій посаді до кінця другого сезону. У перших сезонах вона відома як Біргітта Ніборг Крістенсен. Вона розлучається зі своїм чоловіком Філіпом Крістенсеном наприкінці першої серії другої сезону, і тоді відома як Біргітта Ніборг. У проміжку часу між другим та третім сезонами Ніборг втрачає свій політичний вплив та стає підприємицею й ораторкою, повертаючись у третьому сезоні, щоб створити нову політичну партію «Нові демократи». Цей сезон закінчується тим, що Ніборг займає посаду міністра закордонних справ Данії.
У четвертому сезоні під назвою Riget, Magten, og Æren (Королівство, сила і слава) Ніборг залишається на посаді міністра закордонних справ, їй доводиться міняти позицію внаслідок знайденої нафти в Гренландії, що загрожує зірвати принципи екологічної політики, проголошені її партією та спровокувати міжнародну кризу зі США, Китаєм і Росією та підштовхнути уряд до межі краху. Серія закінчується тим, що Ніборг йде у відставку з поста лідера Нових демократів і міністра закордонних справ. Це також натякає на те, що Нюборг стане наступним президентом Європейської комісії.

## У ролях
| Актор                                                               | Персонаж               | Роль |
| ------------------------------------------------------------------- | ---------------------- | --- |
| Сідсе Бабетт Кнудсен                                                | Біргітта Ніборг        | Лідерка поміркованої партії та прем'єр-міністр (сезон 1 і 2) Лідерка партії «Нових демократів» (сезон 3 і 4) Міністерка закордонних справ (сезон 3 і 4) |
| Родина Нюборг-Крістенсен                                            |                        | |
| Мікаель Біркк'єр                                                    | Філіп Крістенсен       | Чоловік Біргітт Ніборг – викладач Копенгагенської бізнес-школи                                                                                          |
| Фрея Ріман                                                          | Лаура Крістенсен       | Дочка Біргітт Ніборг-Крістенсен і Філіпа Крістенсена |
| Еміль Поульсен (сезони 1, 2 & 3) Лукас Лінггаард Тоннесен (сезон 4) | Магнус Крістенсен      | Син Біргітти Ніборг-Крістенсен та Філіпа Крістенсена |
| Співробітники Біргітте Ніборг                                       |                        | |
| Пілу Асбек                                                          | Каспер Юул             | Керівник комунікацій Біргітт Ніборг (сезон 1 і 2) Журналіст (сезон 3)                                                                                   |
| Мортен Кірксков                                                     | Нільс Ерік Лунд        | Постійний секретар канцелярії прем'єр-міністра |
| Ібен Дорнер                                                         | Санне                  | Особистий помічник Офісу Прем'єр-міністра |
| Ганна Геделунд                                                      | Юутте                  | Секретарка Офісу Прем'єр-міністра |
| Мікель Фольско                                                      | Асгер Хольм Кіркегор   | Заступник посла в Арктиці |
| Саймон Беннеберг                                                    | Олівер Хьорт           | Особистий помічник Міністерства закордонних справ |
| Магнус Мілланг                                                      | Расмус Грен Лундбек    | Постійний секретар Міністерства закордонних справ |
| Канал TV1                                                           |                        | |
| Біргітта Йорт Соренсен                                              | Катрін Фенсмарк        | Журналістка TV1/Ekspres (сезон 1 і 2) Менеджерка кампанії New Democrats (сезон 3) Керівниця новин TV1 (сезон 4)                                         |
| Бенедікте Хансен                                                    | Ханне Хольм            | Журналіст на TV1 (сезон 1 і 3) Журналіст Express (сезон 2)                                                                                              |
| Сьорен Маллінг                                                      | Торбен Фрііс           | Редактор новин TV1 |
| Лісбет Вульф                                                        | Пія Мунк               | Редакторка TV1 |
| Томас Левін                                                         | Ульрік Мерх            | Ведучий новин TV1 |
| Крістіан Тафдруп                                                    | Олександр «Алекс» Йорт | Програмний директор TV1 |
| Андерс Юуль                                                         | Саймон Бех             | Ведучий новин TV1 |
| Озлем Сагланмак                                                     | Нарциза Айдін          | Ведучий новин TV1 |
| Уряд Ніборг                                                         |                        | |
| Ларс Кнутцон                                                        | Бент Сейро             | Міністр фінансів (1-й сезон), пізніше радник Біргіт (2, 3 та 4 сезони)                                                                                  |
| Дар Салім                                                           | Амір Діван             | Лідер Партії зелених, міністр енергетики та клімату |
| Стайн Стенгаде                                                      | Генріетт Клітгаард     | Міністр бізнесу (Помірна партія) |
| Йенс Якоб Тихсен                                                    | Якоб Крузе             | Міністр ЄС (Помірна партія), виконуючий обов'язки комісара ЄС, виконуючий обов'язки лідера Помірної партії                                              |
| Нові демократи                                                      |                        | |
| Крістіан Галкен                                                     | Ерік Гоффман           | Колишній заступник голови партії «Нові праві». |
| Джулі Агнет Ванг                                                    | Нете Бух               | Колишня парламентарка |
| Єнс Альбінус                                                        | Йон Бертелсен          | Колишній поміркований член парламенту Міністр юстиції (4-й сезон)                                                                                       |
| Лаура Аллен Мюллер                                                  | Надія Баразані         | Членкиня парламенту від нових демократів Міністерка клімату та енергетики (4-й сезон)                                                                   |
| Ларс Міккельсен                                                     | Сьорен Равн            | Консультант з економіки «Нових демократів». |
| Лейбористська партія                                                |                        | |
| Пітер Мигінд                                                        | Майкл Лаугесен         | Лідер лейбористів – Редактор газети «Експрес». |
| Флеммінг Соренсен                                                   | Бйорн Марро            | Міністр закордонних справ, лідер лейбористів (замість Лаугезена)                                                                                        |
| Ларс Брігманн                                                       | Гоксенхавен Троеля     | Міністр юстиції та заступник лідера лейбористів, згодом міністр закордонних справ та лідер лейбористів (замінивши Марро)                                |
| Б'ярне Генріксен                                                    | Ганс Крістіан Торсен   | Міністр оборони, пізніше міністр закордонних справ і лідер лейбористів (замінивши Гоксенхафена)                                                         |
| Петрин Агер                                                         | Пернілла Медсен        | Міністр рівності, пізніше міністр фінансів та заступник лідера лейбористів                                                                              |
| Йоханна Луїза Шмідт                                                 | Сигна Краг             | Прем'єр-міністерка (4-й сезон) |
| Партійні лідери                                                     |                        | |
| Сьорен Спаннінг                                                     | Ларс Хессельбо         | Лідер лібералів – Прем'єр-міністр (сезони 1 та 3) |
| Оле Теструп                                                         | Свенд Еге Сальтум      | Лідер Свободи |
| Марі Аскехейв                                                       | Бенедікте Недергаард   | Заступник лідера «Свободи». |
| Дженні Форшу                                                        | Івон К'єр              | Нова лідерка правих |
| Сігне Егхольм Ольсен                                                | Енн Софі Лінденкроун   | Лідерка партії «Солідарність». |
| Депутати парламенту Данії                                           |                        | |
| Фадіме Туран                                                        | Айча Награві           | Солідарність |
| Клаус Буе                                                           | Парлі Петерсен         | Лейбористська партія |
| Метте Колдінг                                                       | Інгер Гансен           | Ліберальна партія |
| Уряд Гренландії                                                     |                        | |
| Свен Гарденберг                                                     | Ганс Еліассен          | Міністр ресурсів |
| Ніві Педерсен                                                       | Еммі Расмуссен         | Керівниця відділу Офісу Прем'єр-міністра |
| Інші персонажі                                                      |                        | |
| Аластер Маккензі                                                    | Джеремі Велш           | Хлопець Біргітти Ніборг (сезон 3) |
| Клаус Ріс Остергаард                                                | Оле Дал                | Керівник відділу комунікацій Ларса Хасселбо (1-й сезон)                                                                                                 |
| Мілле Дінесен                                                       | Сесілі Тофт            | Дівчина Філіппа Крістенсена – Педіатр (2-й сезон) |

## Політичні партії та ЗМІ
Хоча політичні партії в серіалі є вигаданими, їх можна впізнати як тотожні в реальному житті.
- Помірні (De Moderate), лівоцентристська партія Біргітти Ніборг у перших двох серіях, тотожна Данській соціал-ліберальній партії (Radikale Venstre).
- Лівоцентристська Лейбористська партія (Arbejderpartiet) тотожна Соціал-демократам (Socialdemokraterne).
- Ліва екологічна партія Зелених (Miljøpartiet) схожа до Соціалістичної народної партії (Socialistisk Folkeparti).
- Ультраліворадикальний Солідарний альянс (Solidarisk Samling) тотожний Червоно-зеленому альянсу (Enhedslisten)
- Нові демократи (Nye Demokrater), нова центристська партія Біргітти Ніборг у третьому сезоні тотожна Ліберальному альянсу (Ny Alliance)
- Правоцентристська Ліберальна партія (De Liberale) тотожна Венстре
- Нові праві (Ny Højre) схожі до Консервативної народної партії (Konservative Folkeparti)
- Національно-консервативна Партія свободи (Frihedspartiet), за словами лідера партії Свенда Еге Сальтума, є наступницею Партії прогресу Могенса Ґліструпа (Fremskridtspartiet), як і її справжня Данська народна партія (Dansk Folkeparti).

Вигадані мовники та газети також мають свої еквіваленти в реальному житті: громадський мовник TV1 заснований на діяльності DR1, бульварна газета Ekspres натхненна Ekstra Bladet, а рекламний ролик 2'eren схожий на TV 2.

## Епізоди
| Сезони | Сезони | Серії | Ефір            | Ефір              |
| Сезони | Сезони | Серії | прем'єра        | фінал             |
| ------ | ------ | ----- | --------------- | ----------------- |
|        | 1      | 10    | 26 вересня 2010 | 28 листопада 2010 |
|        | 2      | 10    | 25 вересня 2011 | 27 листопада 2011 |
|        | 3      | 10    | 1 січня 2013    | 10 березня 2013   |
|        | 4      | 8     | 13 лютого 2022  | 3 квітня 2022     |

## Реакція
Серіал був добре прийнятий критиками і глядачами. Він став хітом у Данії, а також у Великій Британії та США (через Netflix), ставши одним із декількох данських серіалів, які в останні роки потрапили до Америки. Меггі Браун з The Guardian назвала сильні жіночі характери, оригінальність і здатність «нечувано прогнозувати фактичні події в данській політиці» як причини успіху в глядачів. Джейн Меррік з The Independent опублікувала перелік сюжетів у серіалі до реальних подій в сучасній британській політиці після завершення серіалу у Великій Британії.
Американські критики були так само позитивні: Newsweek охрестив серіал Уряд «найкращим телевізійним шоу, яке ви ще ніколи не бачили», а письменник-бестселер і оглядач Entertainment Weekly Стівен Кінг поставив серіал на перше місце у своєму списку 10 найкращих телешоу світу 2012 року. The New York Times також похвалила, описавши серіал як «похмурішу скандинавську версію „ Західного крила“», відзначивши при цьому, що сюжет має «…багато прикладів драматизму та напруги в діяльності лівоцентристських альянсів, вироблення пенсійних планів та організованих теледебатах».
Реакція данських ЗМІ на третю сезон була не такою позитивною, як на перші два сезони. Politiken прокоментував, що третій сезон «закінчився як мильна опера» і «так і не відійшовши від передбачуваності»; з рецензією Berlingske , яка заявляє, що хоча третій сезон «зв'язав вільні кінці гарними бантами і був, як і решта сезонів, зіграний та зрежисований добре, він також був підступно нудним». Однак таблоїд «BT» стверджував, що серіал «закінчився на піку» і з третім сезоном «став найкращим данським серіалом за останні роки». Критика розгорілася через кілька місяців, коли сюжетні лінії третього сезону в безпрецедентний для данського драматичного серіалу спосіб почали обговорюватися на перших шпальтах ЗМІ та викликали жваві дебати в реальному політичному житті Данії щодо, серед інших питань, проституції та свинарства, уособленням яких є данський депутат Маї Генріксен з Консервативної народної партії, яку колеги та журналісти багато звинувачували в тому, що вона виступала за білль про права повій виключно тому, що її надихнув телесеріал Уряд.
Для четвертого сезону веб-сайт агрегатора оглядів Rotten Tomatoes повідомив про рейтинг схвалення 100 % на основі 17 відгуків із середнім рейтингом 9,5/10. Консенсус критиків веб-сайту був таким: «Уряд повертається після тривалої перерви з його емоційною силою та політичним інтелектом повністю недоторканими, підтверджуючи себе як найкращий вид інтелектуального ескапізму». Metacritic поставив серіалу середню оцінку 87 зі 100 на основі 7 рецензій, що вказує на «загальне визнання».

## Нагороди
| Шоу нагородження                              | рік      | Категорія                                       | Номінант(и)            | Результат |
| --------------------------------------------- | -------- | ----------------------------------------------- | ---------------------- | --------- |
| Міжнародна премія Еммі                        | 2012 рік | Найкраща жіноча роль                            | Сідсе Бабетт Кнудсен   | Номінація |
| Телевізійний фестиваль в Монте-Карло          | 2011 рік | Найкраща актриса в драматичному серіалі         | Сідсе Бабетт Кнудсен   | Перемога  |
| Телевізійний фестиваль в Монте-Карло          | 2013 рік | Найкращий міжнародний драматичний серіал        | Борген III             | Номінація |
| Телевізійний фестиваль в Монте-Карло          | 2013 рік | Найкращий європейський драматичний серіал       | Борген III             | Перемога  |
| Телевізійний фестиваль в Монте-Карло          | 2013 рік | Найкраща актриса в драматичному серіалі         | Біргітта Йорт Соренсен | Номінація |
| Премія БАФТА у телебаченні                    | 2012 рік | Міжнародна премія                               | Уряд                   | Перемога  |
| Премія БАФТА у телебаченні                    | 2014 рік | Міжнародна премія                               | Уряд                   | Номінація |
| Prix Italia                                   | 2010 рік | Найкраща телевізійна драма — серіали та серіали | Уряд                   | Перемога  |
| Міжнародний фестиваль аудіовізуальних програм | 2011 рік | Найкращі серіали та серіали                     | Уряд                   | Перемога  |
| Міжнародний фестиваль аудіовізуальних програм | 2011 рік | Серіали та серіали: Краща музика                | Халфдан Е              | Перемога  |
| Премія Пібоді                                 | 2013 рік | Область досконалості                            | Уряд                   | Перемога  |
| Премія Critics' Choice Awards                 | 2023 рік | Найкращий серіал іноземною мовою                | Уряд                   | Номінація |

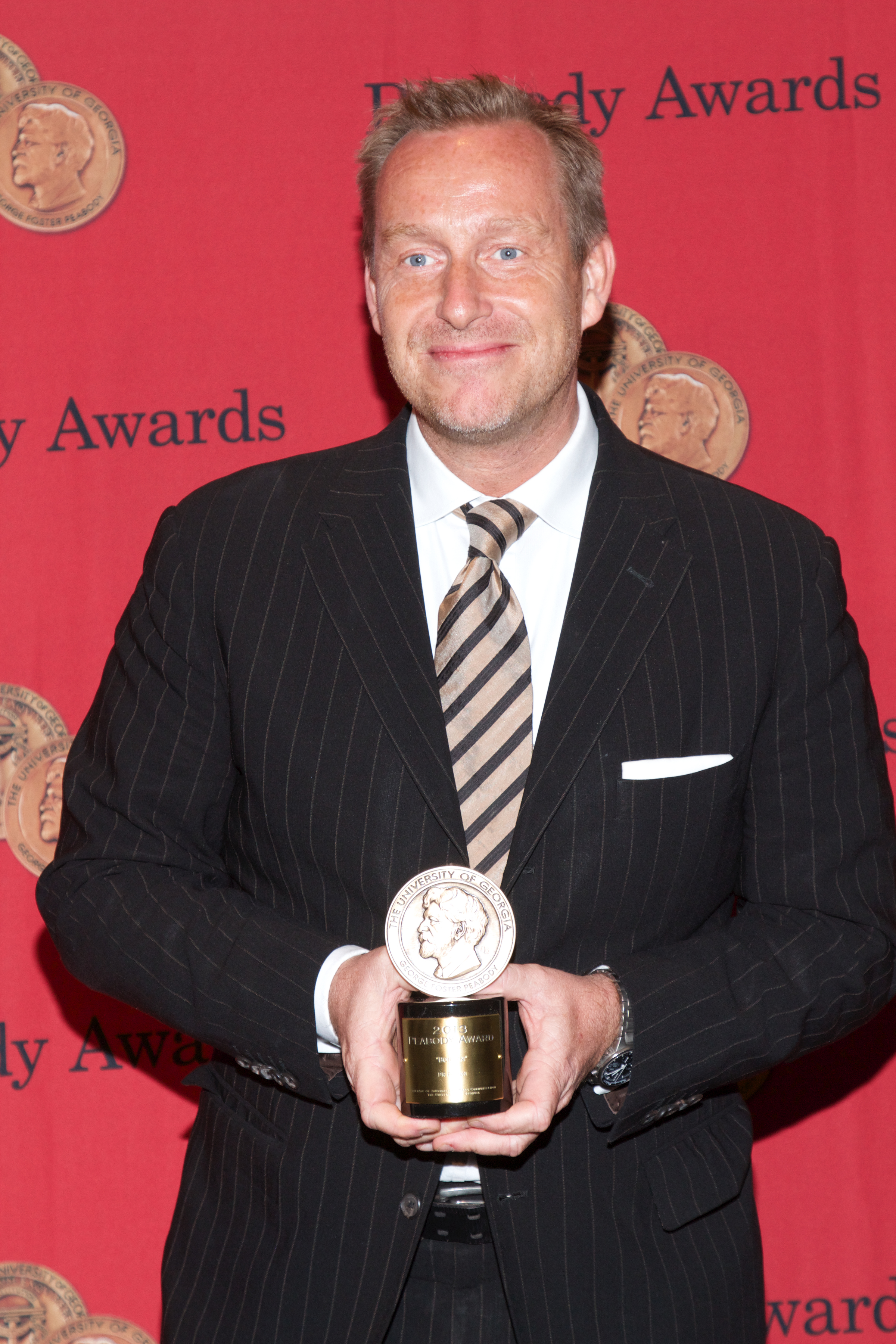
Адам Прайс з премією Пібоді для Урояду на 73-й щорічній церемонії вручення премії Пібоді

Уряд отримав нагороду в номінації «Найкращий міжнародний серіал» на телевізійній премії Британської академії 2012 року. Крім того серіал було відзначено Prix Italia 2010 року в номінації «Найкращий драматичний серіал» та Гран-прі Fipa в номінації «Найкраще досягнення». «Золотою німфою» було нагороджена Сідсе Бабетт Кнудсен в номінації «Найкраща акторка в драматичному серіалі» на Телевізійному фестивалі в Монте-Карло 2011 року. Серіал переміг у номінації «Найкращий оригінальний саундтрек» на Міжнародному фестивалі аудіовізуальних програм у 2011 році.

## Радіо
На DR1 створили допоміжний радіосеріал Udenfor Borgen («Поза замком»), який супроводжував випуск телешоу. Головний герой — Ганс Гаммельгард (озвучений данським актором Фінном Нільсеном), особистий секретар Міністерства навколишнього середовища, який стикається з несподіваними труднощами після того, як намагається увести контроль за вирощуванням генетично модифікованих культур данськими фермерами.
Починаючи з грудня 2013 року, BBC Radio 4 транслювало англомовний переклад данського радіосеріалу під назвою «Борген: За межами замку» з Тімом Піготт-Смітом з Гансом Гаммельгардом у головній ролі. Рецензент Фіона Стерджес з The Independent вважала радіоверсію «цілковито безглуздою» і зазначила, зокрема, що, на відміну від телевізійного серіалу, радіопрограма «відсунула жіночих персонажів на периферію, представивши їх секретарками та стурбованими матерями».
З іншого боку, Джилліан Рейнольдс з The Telegraph дала позитивну рецензію на радіошоу, схвалюючи його комплексне трактування нюансів організації державної служби. У 2015 році Deutschlandfunk транслював цей радіосеріал із німецькими поясненнями до деяких конструкцій слів, таких як MOM =MON для Momentum = Monsanto.

## Римейк
У вересні 2011 року було оголошено, що NBC створить американський ремейк серіалу «Уряд», а пілотну програму розроблятимуть Девід Гадгінс та Джейсон Кетім із відомого серіалу Нічні вогні п'ятниці Римейк NBC так і не вдалося зняти, але в листопаді 2013 року Адам Прайс підтвердив, що HBO та BBC Worldwide збираються розпочати виробництво ремейку серіалу в США.

## Розповсюдження

### DVD
Перші три сезони були доступні в Данії та Великій Британії на DVD. Обидва закодовані у форматі регіону 2 і складаються з повних епізодів, як демонструвалися на DR1 та BBC4.
У США MHz Networks випустила всі три сезони та повний бокс-сет серій на DVD із кодом Region 1.
| Назва DVD                  | епізоди | Дати випуску DVD  | Дати випуску DVD          | Дати випуску DVD |
| Назва DVD                  | епізоди | Регіон 2 (Данія)  | Регіон 2 (Великобританія) | Регіон 1 (США)   |
| -------------------------- | ------- | ----------------- | ------------------------- | ---------------- |
| Повна перша серія          | 10      | 3 лютого 2012     | 6 лютого 2012             | 12 березня 2013  |
| Повна друга серія          | 10      | 30 травня 2012    | 4 лютого 2013             | 25 червня 2013   |
| Повна перша та друга серії | 20      | 3 квітня 2013     | 4 лютого 2013             | –                |
| Повна третя серія          | 10      | 14 листопада 2013 | 16 грудня 2013            | 21 січня 2014    |
| Повна серія                | 30      | –                 | 16 грудня 2013            | 21 жовтня 2014   |

### Книга
19 лютого 2013 року в Данії, Нідерландах і Франції побачила світ книга за співпраці DR спільно з видавцем Lindhardt & Ringhof. Сюжет першого сезону Уряду у вигляді новели данською мовою написав Єспер Мальмоз. Керівник відділу продажів DR Андерс К'єрсгаард Сьоренсен сподівається, що незабаром книга стане доступною у Великій Британії.

### Музика
26 лютого 2013 року DR Salg, підрозділ комерційного розповсюдження DR, випустив Borgen (Оригінальний саундтрек телесеріалу), а також дев'ятнадцять треків оригінальних композицій Halfdan E для шоу, доступним для цифрового завантаження на iTunes.
На основі музики з шоу під назвою "Borgen 2010 ", Halfdan E також опублікував більш довгу композицію на платформі SoundCloud.